# 卢侗夫人薛氏墓园
卢侗夫人薛氏墓园，位于中国广东省揭阳市黄岐山凤内水库北侧，为揭阳市的一个市、县级文物保护单位，类型为古墓葬，公布时间为2005年。
卢侗夫人薛氏墓园的历史年代为宋代。